# Ameriprise Financial
Ameriprise Financial, Inc. er en amerikansk finansiel servicevirksomhed, der er registreret i Delaware og har hovedkvarter i Minneapolis, Minnesota. De udbyder finansielle produkter og services der inkluderer formuepleje, formueforvaltning, forsikring, fast ejendom, osv. 80 % af omsætningen kommer fra formuepleje. De har aktiver under forvaltning for 1,17 billioner USD.
Ameriprise var tidligere en division i American Express, indtil der blev udført en virksomheds spin-off i september 2005.